# Chrysopa thieli
Chrysopa thieli is een insect uit de familie van de gaasvliegen (Chrysopidae), die tot de orde netvleugeligen (Neuroptera) behoort. 
Chrysopa thieli is voor het eerst wetenschappelijk beschreven door Navás in 1929.